# Baryssinus
Baryssinus es un género de escarabajos longicornios de la tribu Acanthocinini.

## Especies
- Baryssinus albifrons Monné & Martins, 1976
- Baryssinus bicirrifer Bates, 1872
- Baryssinus bilineatus Bates, 1864
- Baryssinus chemsaki Monné, 1985
- Baryssinus giesberti Monne & Monne, 2007
- Baryssinus huedepohli Monné & Martins, 1976
- Baryssinus marcelae Martins & Monné, 1974
- Baryssinus marisae Martins & Monné, 1974
- Baryssinus melasmus Monné & Martins, 1976
- Baryssinus mimus Monne & Monne, 2007
- Baryssinus modestus Monné, 1985
- Baryssinus penicillatus Bates, 1864
- Baryssinus robertoi Monné & Martins, 1976
- Baryssinus silviae Martins & Monné, 1974